# Малый Иняк
Малый Иняк — река в России, протекает по Мишкинскому району Башкортостана. Длина реки составляет 30 км.
Начинается к северу от деревни Юбайкулево, течёт по её восточной окраине на юг. Затем протекает через Карасимово и Иштыбаево, потом — по западной окраине леса Карабаш, далее — через Нижнесорокино, Митряево, Ирсаево, районный центр Мишкино и Староваськино. Устье реки находится в 13 км по правому берегу реки Иняк.

## Данные водного реестра
По данным государственного водного реестра России относится к Камскому бассейновому округу, водохозяйственный участок реки — Белая от города Бирск и до устья, речной подбассейн реки — Белая. Речной бассейн реки — Кама.
Код объекта в государственном водном реестре — 10010201612111100025445.